# Mirtil (mitologia)

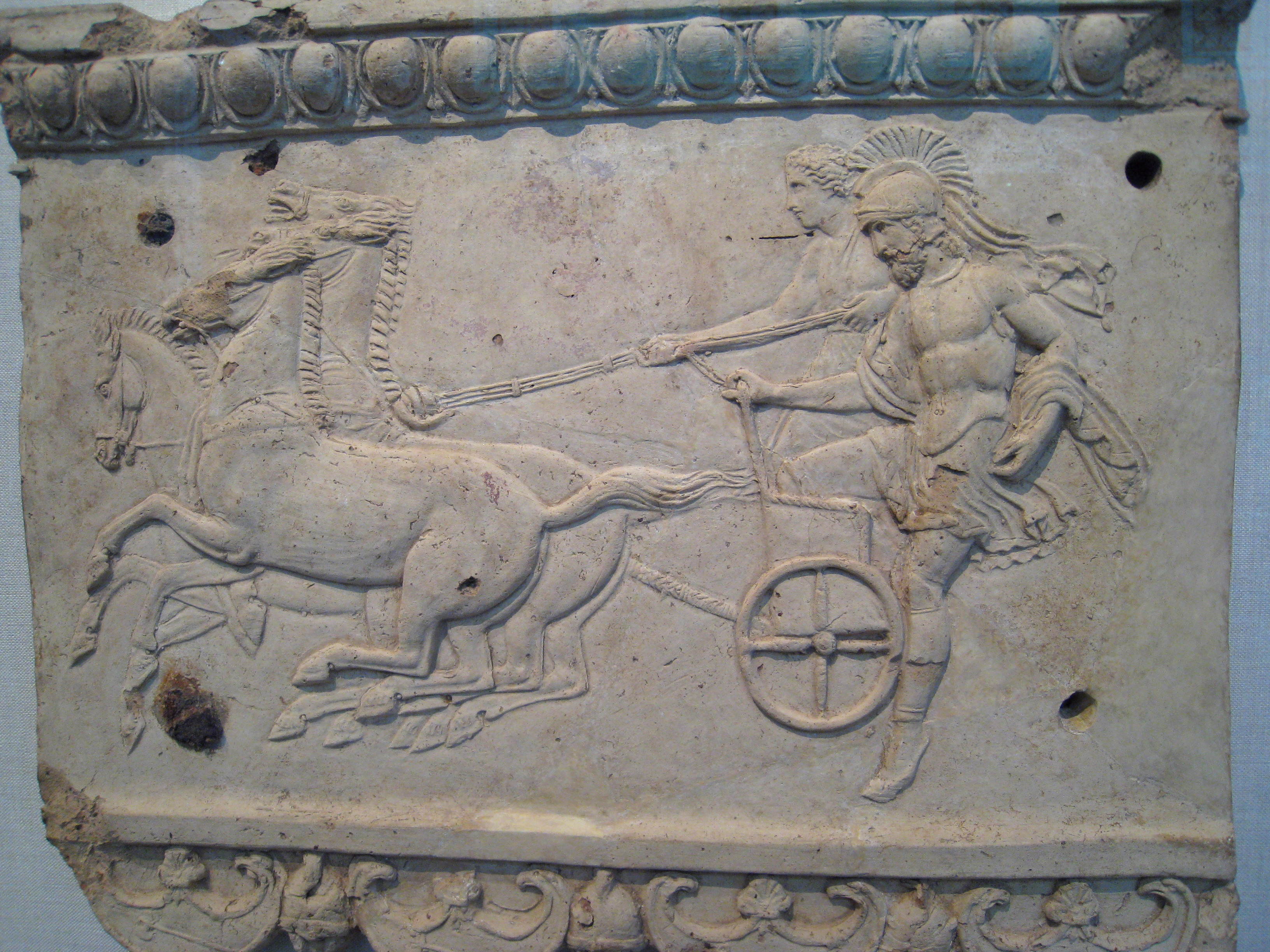
Enòmau i Mirtil

Mirtil (en grec antic: Μυρτίλος, 'Myrtílos'), segons la mitologia grega, va ser un fill d'Hermes i de Faetusa, una de les filles de Dànau, o de vegades de Clímene.
Era l'auriga d'Enòmau, rei de Pisa, quan Pèlops, que havia de competir amb el rei en una cursa de carros, el va subornar perquè malmetés el carro d'Enòmau. Mirtil va substituir el passador d'una roda per una peça de cera. A mitja cursa la roda va saltar i Enòmau va morir estavellat. D'aquesta manera Pèlops es va endur la victòria, cosa que no hauria pogut fer d'altra manera, ja que els cavalls d'Enòmau eren divins, i no tenien competidors. Però quan Mirtil va anar a reclamar el premi de la traïció, Pèlops el va llançar al mar des d'un precipici. Segons la tradició, el mar de Mirtos, que banya les costes meridionals de l'Àtica, s'anomena així en commemoració de Mirtil. En el moment de morir, Mirtil va maleir Pèlops i els seus descendents, i, en efecte, tots van patir desgràcies. Es donen diverses versions per explicar la traïdoria de Mirtil. De vegades es diu que estava enamorat d'Hipodamia, la filla d'Enòmau, que era el premi de la cursa. Altres vegades que va ser subornat per la noia, que li havia dit que cediria als seus desitjos. I altres tradicions diuen que va claudicar davant de l'or de Pèlops.
El seu pare Hermes el va transformar en la constel·lació de l'Auriga.